# Gwion Gwion rock art

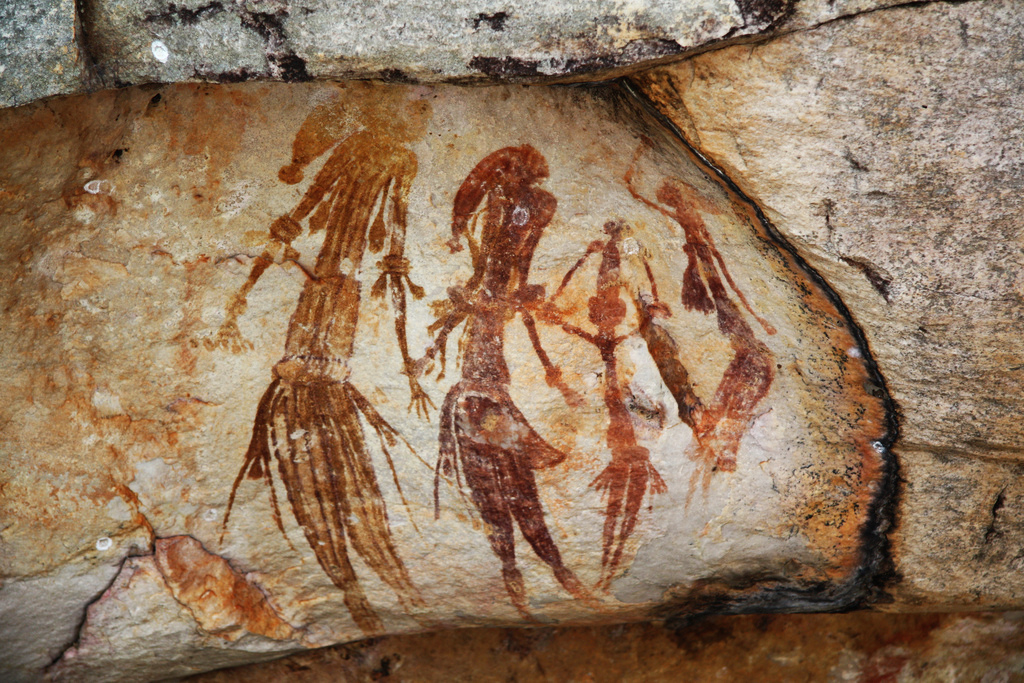

De Gwion Gwion rock art zijn rotskunstwerken, gevonden in de regio Kimberly in West-Australië. Ze zijn vernoemd naar de herder Joseph Bradshaw, de eerste Europeaan die ze zag, in 1891, toen hij zocht naar land om zijn kudde te laten grazen. De aborigines noemen ze ook wel Gwion Gwion.
Wetenschappers schatten dat er in de regio Kimberley, verspreid over 50.000 km², meer dan 100.000 beschilderde rotsen zijn. In 1996 werd een van de schilderingen gedateerd door een prehistorisch wespennest, dat de schildering bedekte, te analyseren. De datering werd met thermoluminescentie gedaan. Het nest bleek ruim 17.000 jaar oud te zijn; de schilderingen zijn dus minstens zo oud.
Er is geen eenduidige verklaring voor oorsprong van de kunst. Grahame Walsh is een amateurarcheoloog en gids bij de Bradshaws. Gedurende een periode van meer dan 20 jaar heeft hij meer dan 1,2 miljoen afbeeldingen ontdekt. Zijn hypothese zegt dat de Bradshaws zijn gemaakt door een cultuur die ouder is dan die van de autochtone Australiërs. Het merendeel van de wetenschappers acht het mogelijk dat de kunstwerken gemaakt zijn door de lokale bevolking.